# Дукер на Питърс
Дукер на Питърс (Cephalophus callipygus) е вид бозайник от семейство Кухороги (Bovidae).

## Разпространение
Видът е разпространен в Габон, Екваториална Гвинея, Камерун, Република Конго и Централноафриканска република.